# The Air I Breathe
The Air I Breathe is een film uit 2007 onder regie van Jieho Lee.

## Verhaal
De film gaat over een oud Chinees gezegde: Het leven deelt zich op in vier emotionele hoekstenen: geluk, genot, verdriet en liefde. Elk van de vier hoofdpersonen in deze film presenteert een zo'n steen.

## Rolverdeling
| Acteur                | Personage |
| --------------------- | --------- |
| Forest Whitaker       | Geluk     |
| Brendan Fraser        | Genot     |
| Sarah Michelle Gellar | Verdriet  |
| Kevin Bacon           | Liefde    |
| Andy García           | Fingers   |
| Emile Hirsch          | Tony      |
| Julie Delpy           | Gina      |
| Kelly Hu              | Jiyoung   |
| Clark Gregg           | Henry     |
| John Cho              | Bart      |